# Maria Antonia Hagenaar
Maria Antonia Hagenaar, también conocida como María Antonieta, Maryka o Marietje Hagenaar, y como Antonia Reyes, Maruca Reyes o Maruca Reyes-Hagenaar (Yogyakarta, 5 de marzo de 1900-La Haya, 27 de marzo de 1965) fue una trabajadora bancaria neerlandesa nacida en Indonesia, que fue la primera esposa y la madre de Malva Marina Trinidad Reyes Hagenaar, la única descendiente del poeta chileno Pablo Neruda.

## Biografía
Era hija del matrimonio formado por Antonia Helena Vogelzang y Richard Pieter Fedor Hagenaar, una familia neerlandesa de colonos radicada en las Indias Orientales Neerlandesas, donde Hagenaar se crio. En 1920, murió su padre y después sus dos hermanos, por lo que ella quedó sola con su madre. Trabajaba en el banco Bataviasche Afdelingsbank cuando conoció en Batavia (después llamada Yakarta) al diplomático chileno Ricardo Reyes, nombre del poeta Pablo Neruda, con el que se casó el 6 de diciembre de 1930, cuando ella tenía 30 años y Neruda 26. En 1932, dejaron Batavia y viajaron a Chile, después a Buenos Aires en Argentina y finalmente a España, a Barcelona y a Madrid. Neruda ejercía de Cónsul de Chile en Madrid y allí nació la única hija de ambos, Malva Marina Trinidad Reyes Hagenaar, en 1934, enferma de hidrocefalia. En Madrid, vivieron en la planta quinta de la Casa de las Flores. En 1935 Neruda conoció a la pintora Delia del Carril, que se convirtió desde entonces en su pareja durante veinte años. A finales de 1936, Neruda, en carta a Del Carril, le comenta que había dejado en Montecarlo a Hagenaar y a la hija, de dos años, que a continuación viajaron ya solas a los Países Bajos.

## Estancia en los Países Bajos

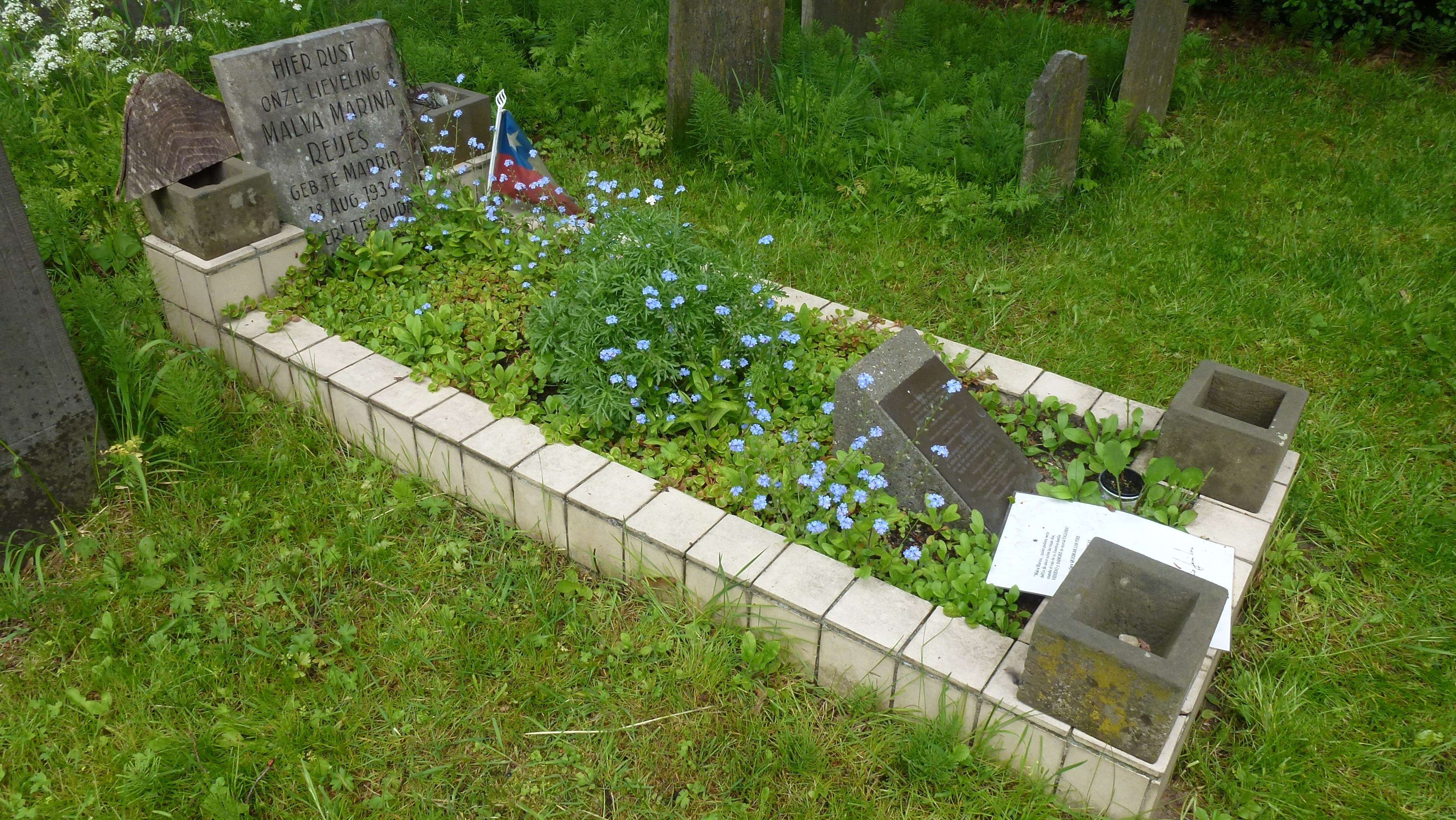
Tumba de Malva Marina en 2017, Cementerio de Gouda.

Hagenaar, en 1937 y ya en los Países Bajos, sola con su hija, trabajó  en la embajada española en La Haya. Era José María Semprún el encargado de negocios de la legación de la República española. Su hijo, el escritor español Jorge Semprún, que veía a Hagenaar a diario, en Autobiografía de Federico Sánchez la describe como una mujer muy alta (medía 1,80 m) y comenta: “con el exiguo sueldo que cobraba en la embajada, Hagenaar era apenas capaz de pagar una residencia para su hija y una habitación para ella en una pensión cercana”. 

A través de la iglesia de Ciencia cristiana, Hagenaar consiguió ayuda para la atención de su hija. Esta fue recogida por el matrimonio compuesto por Hendrick Jusling y Gerdina Sierks, campesinos religiosos de Gouda, que la cuidaron junto a sus propios hijos. Según testimonio de Neil Leys, la niñera que ayudaba a los Jusling, Hagenaar viajaba mensualmente a Gouda a visitar a Malva Marina y pagaba su atención de su bolsillo. La niña falleció en 1943 a los ocho años y fue enterrada en el Oude Begraafplats, el cementerio de Gouda. Su tumba fue descubierta en 2003 «casi por casualidad» por la traductora Gien Klatse-Oedekerk y el escritor Antonio Reynaldos. La tumba, que Hagenaar había dejado a su muerte pagada por treinta años, dice: 
«Aquí descansa nuestra querida, Malva Marina Reijes, nacida en Madrid el 18 de agosto de 1934, muere en Gouda, el 2 de marzo de 1943.»
Durante la ocupación por la Alemania nazi de los Países Bajos, Hagenaar fue recluida en el Campo de concentración de Westerbork controlado por el Tercer Reich, donde según la Cruz Roja permaneció desde el 21 de marzo de 1945 al 19 de abril de 1945, día de su liberación.

## Últimos años
Hagenaar, ante el desagrado de su esposo,volvió a Chile en 1948 a propuesta del gobierno chileno que pretendía utilizar a Hagenaar para desacreditar a Neruda acusándole de bigamia. El divorcio de la pareja Hagenaar-Reyes fue anunciado a distancia por Neruda en México en 1942 y sin el conocimiento de Hagenaar, que se encontraba entonces en los Países Bajos ocupados en la Segunda Guerra Mundial. El divorcio no estaba suficientemente validado y Neruda se había casado con Delia del Carril en 1943, en un matrimonio no reconocido en Chile.
Después de la estancia en Chile, Hagenaar volvió a los Países Bajos y se inscribió en La Haya en 1958, donde falleció y fue enterrada en 1965. En su certificado de defunción aparece como casada con Neftalí Ricardo Reyes. Se cree que en sus últimos años se aproximó a la Iglesia mormona, ya que su obituario fue publicado por Lefrandt, clérigo de esta iglesia. Probablemente fue enterrada a expensas municipales y se desconoce su tumba.

## En la literatura
Federico García Lorca dedicó una poesía a la hija de Hagenaar y Neruda, Malva Marina Reyes Hagenaar.
En la obra de Neruda hay algunas poesías que podrían haber sido referidas a la época y entorno del nacimiento de su hija (Maternidad, Enfermedades en mi casa, Oda con un lamento). En Extravagario, obra de 1958, hay un verso (¿Para qué me casé en Batavia?) que parece ser la única presencia de Hagenaar en la obra de Neruda. En Confieso que he vivido (las memorias de Neruda) hay una referencia a una "criolla, es decir, holandesa" sin decir su nombre. No hay ninguna referencia a la hija.
El abandono de Neruda hacia Hagenaar, su primera esposa, y a su hija enferma ha sido tema de inspiración en diversas obras literarias.